# NGC 2002
NGC 2002 (również ESO 86-SC3) – gromada otwarta, znajdująca się w gwiazdozbiorze Złotej Ryby, w Wielkim Obłoku Magellana. Odkrył ją James Dunlop 24 września 1826 roku.